# صاحبة الملاليم (فلم)
هو فيلم اُنتج عام من بطولة محمد فوزي، وكاميليا.

## قصة الفيلم
سهام (كاميليا)، ونبيلة (شادية)، وسنية (ثريا حلمي)، ثلاث شقيقات لا يملكن سوى 500 جنيه، ويرين أنه لا يمكن الاستمرار في الحياة إلاّ تزوجن من رجال أغنياء، لذا يقمن باستئجار جناح في فندقٍ راقٍ، ويتفقن على خطة معينة، حيث تدّعي سهام أنها مليونيرة، وتدّعي نبيلة أنها سكرتيرتها، وتدّعي سنية أنها وصيفتها.
- ترتبط سهام بسمير (محمد فوزي) الذي يزعم أنه ثري، وهو في الواقع ثريٌ سابقٌ أصبح الآن مفلساً.
- ترتبط نبيلة بالمليونير كمال (صلاح نظمي)، وتشعر أنها حققت هدفها.
- ترتبط سنية بعنتر (إسماعيل ياسين) سكرتير المليونير، وتقتنع به زوجاً.

## أغاني الفيلم
أغاني الفيلم من تأليف جليل البنداري، وعبد العزيز سلام، ومصطفى السيد، ومأمون الشناوي، وكلها من تلحين محمد فوزي.